# Víctor Ruiz
Víctor Ruiz, född 24 juni 1993, är en spansk friidrottare som tävlar i hinderlöpning.

## Karriär
Vid världsmästerskapen i friidrott 2023 placerade han sig på en sextonde plats på 3 000 meter hinder.